# Список фільмів про Джеймса Бонда
Джеймс Бонд — вигаданий персонаж, створений письменником Яном Флемінгом. Бонд є секретним агентом британської розвідки MI6 і носить кодове ім'я 007. У фільмах його грали актори Шон Коннері, Девід Нівен (неокласична постановка «Казино Рояль»), Джордж Лезенбі, Роджер Мур, Тімоті Далтон, Пірс Броснан і Деніел Крейг. Всього про Бонда було знято 26 фільмів, два з яких створювалися без участі EON Productions. В даний час компанії EON належать всі права на романи про Джеймса Бонда.
У 1961 році продюсери Альберт Брокколі і Гаррі Зальцман придбали права на екранізацію романів Флемінга . Вони заснували компанію EON Productions і при фінансовій підтримці американської кіностудії United Artists почали роботу над фільмом «Доктор Ноу». Режисером даного фільму виступив Теренс Янг, роль Бонда дісталася Шону Коннері . У 1962 році Брокколі і Зальцман створили холдингову компанію Danjaq, до якої перейшли права на майбутні фільми про Бонда.
Станом на 2019 рік серія включає в себе 25 фільмів, останній з яких — «007: Спектр» вийшов у листопаді 2015 року (на 2021 рік запланований вихід фільму «007: Не час помирати»).
Сукупний обсяг касових зборів з усіх фільмів склав близько 6 млрд доларів (з урахуванням рівня інфляції за станом на липень 2013 року ця цифра становить 13,8 млрд доларів) ; серія займає друге місце в списку найкасовіших фільмів, поступаючись серіям фільмів про Гаррі Поттера та «Зоряні війни»[уточнити] Фільми кілька разів заслуговували премію «Оскар»: за найкращий звуковий монтаж в 1965 році отримав фільм «Голдфінгер», в 1966 році Джон Стірс удостоївся «Оскар» за найкращі візуальні ефекти. Пер Холлберг і Карен Бейкер Лендерс в 2013 удостоїлися нагороди за кращі звукові ефекти у фільмі «007: Координати „Скайфолл“»; на тій же церемонії «Оскар» за кращу пісню отримали Адель Едкінс і Пол Епуорт. Також деякі пісні з фільмів були номіновані на «Оскар» за кращу пісню — в число таких увійшли Live and Let Die Пола Маккартні, Nobody Does It Better Карлі Саймон і For Your Eyes Only Шини Істон. У 1982 році Альберт Брокколі отримав нагороду імені Ірвінга Тальберга.
Хоча Брокколі і Зальцман придбали права на існуючі та майбутні роботи Флемінга, в їх число не ввійшов роман Казино «Рояль», права на який в той момент належали продюсеру Грегорі Ратоффу. Після смерті Ратоффа права перейшли до Чарльзу Фельдману , який в 1967 році створив сатиричну картину «Казино „Рояль“». В результаті судового розгляду було встановлено, що права на роман «Кульова блискавка» належав Кевіну Макклорі, який разом з Флемінгом і сценаристом Джеком Уіттінгем написав сценарій, на якому базується сюжет роману. І хоча фільм «Кульова блискавка» створювався спільними зусиллями EON Productions і Макклорі, останній зберіг за собою право на твір і на його основі створив сценарій до фільму «Ніколи не говори ніколи». В даний час права на обидва фільми належать компанії Metro-Goldwyn-Mayer.

## Фільми, створені EON Productions

### Сюжети

#### Доктор Ноу (1962)
На Ямайці вбито співробітника SIS Джона Стренгвейза. Британський агент Джеймс Бонд (Шон Коннері) отримує завдання відправитися на Ямайку і розслідувати обставини цієї справи. Під час розслідування Бонд зустрічається з рибалкою Квореллом, який раніше разом зі Стренгвейзом займався збиранням зразків мінералів біля прилеглих островів. Одним з таких островів був Краб Кі — будинок доктора Юліуса Ноу.
Бонд і Кворелл відправляються на острів, де зустрічають дівчину-водолаза на ім'я Ганні Райдер. Потім на них нападають люди Ноу і вбивають Кворелла з вогнемета; Бонд і Ганні потрапляють в полон. Доктор Ноу повідомляє їм, що є членом терористичної організації СПЕКТР і планує порушити траєкторії польоту ракет за допомогою радіовипромінювача, що живиться від атомного реактора. Бонд і Ганні вбивають Ноу, знищують його лігво і тікають з острова.

#### З Росії з любов'ю (1963)
Член терористичної організації СПЕКТР Кронстін розробляє план викрадення радянського криптографічного пристрою «Лектор». Терористи збираються помститися Джеймсу Бонду (Шон Коннері) за смерть їх агента доктора Ноу. За дану місію відповідальна колишня співробітниця СМЕРШ Роза Клебб. Для виконання завдання вона залучає Дональда Гранта як вбивцю і співробітницю радянського консульства в Стамбулі Тетяну Романову.
Бонд вирушає до Туреччини і зустрічає там Алі Керім Бея, співробітника MI6 в Туреччині. Разом вони добувають «Лектор» і намагаються втекти на Східному експресі. Грант, який переслідує їх вбиває Бея і радянського офіцера. Зустрівшись з Бондом, він намагається видати себе за британського агента, однак Бонд згодом вбиває його. Разом з Романовою Бонд біжить до Венеції. Роза Клебб, переодягнувшись в служницю готелю, намагається вкрасти пристрій і вбити Бонда, однак гине від кулі Романової.

#### Голдфінгер (1964)
Джеймс Бонд (Шон Коннері) отримує завдання стежити за мільярдером Ауріка Голдфінгер. Він зупиняє нечесну гру Голдфінгера, відволікаючи його помічницю, яку згодом вбиває підручний Голдфінгера Одджоб. Бонд, який отримав наказ виявити контрабандне золото Голдфінгера, слідує за ним до Швейцарії. Ведучи стеження, Бонд потрапляє в полон до мільярдера, а потім на літаку летить на кінний завод Голдфінгера в Кентуккі. Він ненадовго тікає і стає свідком зустрічі Голдфінгера з американським мафіозі і дізнається про його плани пограбування сховища Форт-Нокс.
Детально дізнавшись про деталі операції, Бонд знову потрапляє в руки Голдфінгера. Пізніше він спокушає Пуссі Галор, особистого пілота Голдфінгера, і переконує її повідомити американській владі про пограбування золотого сховища. Голдфінгер і його люди вторгаються в Форт-Нокс і добираються до сховища золота. Бонд вступає в сутичку і вбиває Одджоба, а тим часом до місця прибуває армія США. Бонд і Галор відлітають на літаку, в який проникає Голдфінгер. Бонд виштовхує його з літака.

#### Кульова блискавка (1965)
Бонд (Ш. Коннері) розслідує викрадення літака Avro Vulcan, забезпеченого двома атомними бомбами; викрадення здійснила організація СПЕКТР. За повернення літака терористи вимагають викуп. Бонд слідує на Багами, де зустрічається зі своїм колегою з ЦРУ Фелікс Лайтер. У причетності до викрадення вони підозрюють Еміліо Ларго і обстежують область навколо його судна і можливі маршрути. Виявивши літак (на борту якого не виявляється бомб), агенти потрапляють в засідку. В результаті Бонд вбиває Ларго.

#### Живеш тільки двічі (1967)
Бонд (Ш. Коннері) посланий до Японії, щоб розслідувати викрадення американського космічного корабля. Прибувши на місце, Бонд зв'язується з Акі — асистенткою керівника японської секретної служби Тигра Танаки. Бонд з'ясовує, що за викраденням стояла організація СПЕКТР і її глава Ернст Ставро Блофельд. Він виявляє штаб-квартиру терористів.
Загін Танаки атакує острів, а Бонду тим часом вдається відвернути Блофельда і влаштувати диверсію. Під час бою ОСАТ гине від руки Блофельда, який потім активує систему самознищення бази і збігає. Бонд, Кіссі, Танака і ніндзя, що вижили, біжать через тунель і спливають на субмарині.

#### На секретній службі Її Величності (1969)
Ведучи пошуки глави організації СПЕКТР Ернста Ставро Блофельда, Бонд (Джордж Лейзенбі) рятує Трейсі де Вічензо, не давши їй вчинити самогубство; пізніше він знову зустрічається з нею в казино. Бонд отримує інформацію про Блофельда від глави злочинного синдикату Марк-Анжа Драко, батька Трейсі. Він дізнається про існування хімічної лабораторії Блофельда в Альпах, де розробляється бактеріологічну зброю.
Блофельд викриває Бонда, після чого останній збігає. На лабораторію нападають люди Драко, Блофельду вдається втекти. Бонд одружується на Трейсі, але відразу після весілля її вбиває помічниця Блофельда Ірма Бант.

#### Діаманти назавжди (1971)
Бонду (Ш. Коннері) доручено розслідування викрадення великої партії діамантів, яке починається в Південній Африці і триває на території Нідерландів, Великої Британії та США. Видаючи себе за професійного контрабандиста Пітера Френкса, Бонд приїжджає в Амстердам і знайомиться там з Тіффані Кейс. Разом вони відправляються в США, де їх зустрічає Фелікс Лайтер. Бонду вдається вийти на казино-готель, що належить мільярдерові Уілларду Уайту.
Бонд продовжує пошуки алмазів і потрапляє в дослідну лабораторію, яка належить Уайту. Там він виявляє космічний супутник. Підозрюючи Уайта, Бонд намагається виявити його, але замість цього стикається з Блофельдом, який бере агента в полон і розповідає йому про плани знищити ядерні ракети з допомогою супутника. Блофельд зізнається, що має намір продати супутник з аукціону. Бонд тікає, попутно звільнивши полоненого Уайта, і дізнається, що Блофельд в якості бази використовував нафтову платформу. Бонд нападає на базу, запобігши планам Блофельда.

#### Живи і дай померти (1973)
Джеймс Бонд (Роджер Мур) отримує завдання розслідувати вбивство трьох агентів MI6, які були вбиті за одну добу. Він дізнається, що всі троє окремо розслідували справи доктора Кананги, диктатора невеликої Карибського острова Сан-Монік, а також те, що Кананга відомий як наркобарон Містер Біг.
Перед відправленням на Сан-Монік Бонд дізнається, що Кананга намір накопичити дві тонни героїну і безкоштовно поширювати його. Кананга захоплює Бонда, але той збігає, вбиває Канангу і знищує поле, де вирощується наркотик.

#### Людина із золотим пістолетом (1974)
Глава британської розвідки M, дізнавшись, що Бонд (Р. Мур) отримав золоту кулю з номером 007 (така куля позначає попередження про те, що Бонд став метою вбивці Франциско Скараманги), усуває його від місії по виявленню британського вченого Гібсона, який винайшов пристрій, здатний вирішити проблему енергетичної кризи. Однак, Бонд неофіційно відправляється на пошуки Гібсона і Скараманги. Він їде в Макао і після прибуття в казино бачить, як коханка Скараманги забирає золоті кулі. Агент слідує за нею до Гонконгу, де стає свідком вбивства Гібсона і викрадення Солекса. Бонд отримує завдання повернути пристрій і вбити Скарамангу.
Бонд зустрічається з Хай Фетом, багатим тайським підприємцем, якого підозрює в організації вбивства Гібсона. Агент потрапляє в полон, проте йому вдається втекти. Він прибуває на острів Скараманги, де між ними відбувається дуель: Бонд вбиває лиходія.

#### Шпигун, який мене любив (1977)
Бонду доручено розслідування зникнення британської та радянської субмарин, носіїв балістичних ракет. Бонд (Р. Мур) починає працювати пліч-о-пліч з майором КДБ Анею Амасова. Разом вони відправляються в Єгипет і там визначають, що людина, яка стоїть за викраденням — судновласник, вчений і анархіст Карл Стромберг.
Бонд і Амасова проникають на танкер, що належить Стромбергу, і виявляють там захоплені підводні човни. Стромберг намір знищити Москву і Нью-Йорк, розв'язавши ядерну війну, а потім створити нову цивілізацію. Бонд повертає субмарини і переслідує Стромберга. Він знищує штаб Стромберга, попутно вбивши магната.

#### Місячний гонщик (1979)
Викрадено космічний шаттл компанії Drax Industries, Бонду (Р. Мур) доручено розслідування цієї справи. Він зустрічається з власником компанії Хьюго Дракса і доктором Холлі Гудхед. Потім агент прибуває до Венеції, де дізнається, що Дракс займається виробництвом нервово-паралітичного газу, смертельного для людей, але нешкідливого для тварин. Бонд знову зустрічається з Гудхед і дізнається про те, що вона — агент ЦРУ.
У пошуках дослідницької фабрики Дракса Бонд вирушає на Амазонку, де його захоплюють в полон. Потім він і Гудхед потрапляють на таємну космічну станцію, що належить Драксу. Там Бонд дізнається, що Дракс збирається знищити всю людську расу за допомогою створеного ним токсину. Бонд і Гудхед виводять з ладу систему невидимості, і США посилає війська до шаттлу. Під час бою Бонд вбиває Дракса і знищує станцію.

#### Тільки для твоїх очей (1981)
Після того, як тоне британське розвідувальне судно, вчений Тімоті Хейвлок отримує завдання роздобути знаходиться на борту пристрій ATAC (Automatic Targeting Attack Communicator) до того, як це зроблять росіяни. Однак, Хейвлока вбиває кубинський найманець Гонзалес. Бонду (Р. Мур) доручено дізнатися, хто найняв Гонзалеса. Під час розслідування Бонд потрапляє в полон, а Гонзалес гине від руки дочки Хейвлока, яка збігає разом з Бондом. Бонд дізнається, що разом з Гонзалесом працював Еміль Леопольд Лок, і відправляється в Італію, де знайомиться з бізнесменом Арісом Крістатосом. Крістатос каже Бонду, що Лок був найнятий Мілосом Колумбо, колишнім партнером Крістатоса по криміналу.
Бонда захоплюють люди Колумбо. Сам Колумбо розкриває, що Лок насправді був найнятий Крістатосом, які працюють на КДБ і тим, хто шукає ATAC. Бонд і Меліна знаходять пристрій, але потрапляють в полон до Крістатосу. Вони втікають і відправляються в Грецію, де Бонд вбиває Крістатоса і знищує ATAC.

#### Восьминіжка (1983)
Бонд (Р. Мур) розслідує вбивство агента 009, переодягнувшись клоуном і намагався викрасти фальшиве яйце Фаберже в Східному Берліні. Точно таке ж яйце потрапляє на аукціон, і Бонд встановлює, що його має намір придбати афганський принц Камаль Хан, який працює разом з радянським генералом Орловим, бажаючим розширення меж Радянського Союзу. Бонд знайомиться з Восьминіжка, а потім дізнається, що Орлов викрадав для Камаля радянські коштовності, підміняючи їх підробками, а Хан і Восьминіжка контрабандою вивозили оригінали на територію Заходу.
Бонд проникає в цирк і дізнається, що Орлов намір підірвати атомну бомбу на військовій базі США. Він деактивує боєголовку, а потім повертається до Індії, де очолює напад на палац Камаля.

#### Вид на вбивство (1985)
Бонд (Р. Мур) розслідує діяльність багатого промисловця Макса Зоріна, що намагається наповнити світовий ринок мікрочипами. Він дізнається, що раніше Зорін працював на КДБ. Зорін розкриває групі інвесторів свій план знищення Силіконової долини, яке призведе до того, що компанія Зоріна стане монополістом. Бонд викриває плани Зоріна, запобігає вибух бомб і вбиває мільйонера.

#### Іскри з очей (1987)
Бонд (Тімоті Далтон) сприяє втечі генерала КДБ Георгія Коскова. Він ранить жінку-снайпера Кару Мілов. Косков розповідає про операцію «Смерть шпигунам», що здійснюється новим главою КДБ генералом Леонідом Пушкіним. Пізніше Коскова викрадають, а Бонд отримує завдання вбити Пушкіна.
Бонд вистежує Мілов і дізнається, що викрадення Коскова було сплановано, і що він є одним торговця зброєю Бреда Уитакера. Зустрівши Пушкіна і зімітувавши його вбивство, Бонд встановлює, що Косков і Уїтакер на кошти КДБ набувають діаманти, які потім обмінюють на наркотики. Пізніше Коскова заарештовує Пушкін, а Бонд вбиває Уитакера.

#### Ліцензія на вбивство (1989)
Бонд (Т. Далтон) допомагає Фелікс Лайтер заарештувати наркоторговця Франца Санчеса. Як тільки Санчес виходить на свободу, він калічить Фелікса і вбиває його дружину. Бонд клянеться помститися, але M наказує йому повернутися до своїх обов'язків. Бонд відмовляється, і тоді M відкликає його ліцензію на вбивство; хоча офіційно Бонд позбавлений свого статусу, йому таємно допомагає Q.
Бонд вирушає до будинку Санчеса в республіку Істмус. Йому вдається потрапити в групу наркобарона і налаштувати його проти ряду своїх прихильників. Потрапивши на основну базу Санчеса, де виробляються наркотики, Бонд потрапляє в полон, як тільки його викриває один з людей Санчеса. Агент збігає, знищує завод і вбиває Санчеса.

#### Золоте око (1995)
У 1986 році Бонд (Пірс Броснан) і агент 006 Алек Тревельян проникають на секретний радянський завод з виробництва хімічної зброї. Тревельян гине, а Бонд тікає, попередньо підірвавши будівлю. Проходить 9 років. Бонд стає свідком викрадення вертольота Eurocopter Tiger злочинною організацією «Янус», яка згодом викрадає також контрольний диск для управління космічної системою «Золоте око» і з його допомогою знищує дослідницьку станцію «Північна». Після атаки виживає тільки програмістка Наталя Семенова.
Розслідуючи даний інцидент, Бонд вирушає до Росії, де знайомиться з Семенової і дізнається, що Тревельян, який зімітував свою загибель, очолює «Янус». Алек намір викрасти всі гроші з англійських банків, а потім завдати удару по Лондону за допомогою «Золотого ока», зруйнувавши економіку Британії. Бонд і Семенова знищують антену управління, попутно вбивши Тревельяна і Грищенко.

#### Завтра не помре ніколи (1997)
Бонд (П. Броснан) розслідує потоплення британського військового корабля в територіальних водах Китаю, викрадення крилатої ракети з його борту, а також знищення китайського винищувача. Він дізнається, що за всім цим стоїть медіа-магнат Еліот Карвер, який раніше придбав шифрувальний прилад системи GPS на чорному ринку.
Бонд зустрічається з агентом китайської розвідки Вей Лін, яка також розслідує подію; вони погоджуються працювати разом. Агентам стає відомо, що Карвер використовував прилад GPS, для того щоб збити з курсу британський корабель, заманити його на територію Китаю і розв'язати війну. Поки британський флот готується до відправки в Китай, Бонд і Вей Лін виявляють корабель-невидимку Карвера і запобігають запуск крилатої ракети.

#### І цілого світу мало (1999)
Бонд (П. Броснан) повертає гроші, віддані нафтовим магнатом Робертом Кінгом в якості викупу бандитам за свою дочку Електру. Однак гроші опиняються просякнуті хімічною речовиною і викликають вибух, від якого Кінг гине. Бонд дізнається, що до справи причетний колишній агент КДБ, а нині терорист Ренард, який раніше викрав Електру. Бонду доручено захищати дівчину, яка, на думку керівництва розвідки, може бути знову викрадена.
Бонд зустрічається з Валентином Жуковським і дізнається, що начальник охорони Електри Давидов заодно з Ренард. Бонд вбиває Давидова, а потім вирушає до Казахстану. Видавши себе за вченого-ядерника, Бонд знайомиться з американським ядерним фізиком Крістмас Джонс. Вони стають свідками того, як Ренард викрадає карту GPS-датчика і влаштовує вибух. Бонду і Джонс вдається врятуватися. Вважаючи, що Бонд загинув, Електра викрадає M; Бонд робить висновок, що Електра має намір влаштувати ядерний вибух на підводному човні в Стамбулі, щоб нафта перегонялася тільки по приналежному їй нафтопроводу. Бонд звільняє M, знешкоджує бомбу на субмарині і вбиває Електру і Ренарда.

#### Помри, але не зараз (2002)
Бонд (П. Броснан) проникає в Північну Корею і починає стеження за полковником Тан-Сун Муном, який нелегально набуває африканські алмази в обмін на зброю. Після зіткнення з Бондом Мун падає в річку (вважається, що він гине), а Бонд потрапляє в полон і 14 місяців проводить у в'язниці, піддаючись тортурам. Пізніше його обмінюють на Цао, помічника і друга Муна. Бонда усувають від справ, проте він вирішує завершити свою місію і вистежує Цао в клініці генної терапії, де пацієнти можуть поміняти свою зовнішність завдяки реструктуризації ДНК. Цао збігає, його слід веде до британському мільярдерові Густаву Ґрейвзу.
Грейвз урочисто представляє публіці дзеркальний супутник «Ікар», здатний концентрувати сонячну енергію і направляти її на Землю. Бонд розуміє, що Мун, який вижив після падіння в річку, змінив свою зовнішність за допомогою генної терапії і взяв ім'я Густав Грейвз. Він також дізнається про плани Муна використовувати «Ікар» для вторгнення в Південну Корею і об'єднання двох країн. Бонд знищує пульт управління «Ікаром» і вбиває Муна.

#### Казино «Рояль» (2006)
Цей фільм є перезапуском серії. На початку кінострічки Бонд (Деніел Крейг) тільки отримує статус 00 і завдання розслідувати фінансування тероризму. Він переслідує і вбиває виробника бомб і забирає його мобільний телефон. Із його допомогою агент виходить на Алекса Димитріоса, а потім і на фінансиста Ле Шиффра. До Бонда приєднується Веспер Лінд. Бонд і Ле Шиффр беруть участь в турнірі з покеру, британському агенту доручено обіграти Ле Шиффра.
Бонд обігрує суперника, проте після закінчення гри Веспер викрадають; Бонд, який переслідує викрадачів, також потрапляє в полон. За Лінд вимагають викуп, а Бонд піддається тортурам. Пізніше Ле Шиффра вбиває містер Уайт. Бонд дізнається, що Лінд була подвійним агентом. На Бонда нападають люди Уайта, але той виживає. Уайт привласнює гроші собі, а Лінд гине. Бонд приходить до Уайта та стріляє йому в ногу.

#### Квант милосердя (2008)
Бонд (Д. Крейг) і M допитують містера Уайта і дізнаються про його організації під назвою «Квант». Один з охоронців M на ім'я Мітчелл, який опинився подвійним агентом, нападає на M і дозволяє Уайту втекти. Бонд вирушає на Гаїті і дізнається про зв'язок між «Квантом» і екологом Домініком Гріном.
Бонд дізнається про спільний план Гріна і колишнього болівійського генерала Медрано, які мають намір привести Медрано до влади в Болівії, після чого «Квант» стане єдиним постачальником води в країну. Бонд переконується, що організація перекрила потоки свіжої води, щоб завищити ціни на неї. Бонд нападає на готель, в якому Грін і Медрано завершують задумане, після чого кидає Гріна в пустелі, залишивши йому тільки банку машинного масла замість пиття. Пізніше Бонд зустрічається з колишнім коханцем Веспер Лінд і членом «Кванта» Юзефом Карибах.

#### 007 Координати «Скайфол» (2012)
Після невдалої операції в Стамбулі Бонд (Д. Крейг) падає з моста і вважається загиблим. Глава Об'єднаного розвідувального комітету Гаррі Меллорі ставить під сумнів здатність M керувати секретною службою. На штаб-квартиру служби здійснюється напад, а Бонд повертається в Лондон. Пізніше він відправляється в Китай і Макао, переслідуючи найманця на ім'я Патріс. Бонд виходить на колишнього агента MI6 Рауля Сільву, який був захоплений китайськими агентами. Звинувачуючи M в своїй долі, Сільва має намір зіпсувати її репутацію, а потім убити. Бонд рятує M і намагається заманити Сільву в пастку. І хоча йому вдається вбити Сільву, M виявляється смертельно поранена. Бонд повертається до виконання своїх обов'язків під керівництвом нового начальника Гаррі Меллорі.

#### 007 СПЕКТР (2015)
Зашифроване повідомлення зі свого минулого посилає Джеймса Бонда (Д. Крейг) на першу місію в Мехіко, а потім і в Рим, де він стикається з Люсіею, красивою вдовою відомого злочинця. Проникнувши на засекречену нараду, Бонд розкриває таємницю існування зловісної організації, відомої як «Спектр». Тим часом в Лондоні новий керівник центру з питань безпеки ставить під сумнів роботу Бонда і заперечує важливість МІ-6 на чолі з М. За допомогою своїх друзів з розвідки Бонд вирушає на пошуки Мадлен Суонн, дочки його старого ворога містера Уайта, яка, можливо, зможе допомогти йому знищити «Спектр».

#### 007: Не час помирати (2021)
Бонд не є чинним секретним агентом — він залишив службу і насолоджується спокійним життям на Ямайці. Однак до нього приїжджає його приятель з ЦРУ Фелікс Лайтер і просить допомоги у порятунку викраденого вченого. Завдання з порятунку викраденого вченого виявляється небезпечнішим, ніж здавалося. В результаті Бонд йде по сліду загадкового лиходія, озброєного новими небезпечними технологіями.

### Касові збори
Касові збори від фільмів, знятих компанією EON, склали близько 5 млрд доларів. На сьогоднішній день серія займає четверте місце в списку найкасовіших фільмів. З урахуванням рівня інфляції 2005 року фільми про Бонда зібрали понад 13 млрд.
| Назва                             | Рік    | Актор, котрий грав Джеймса Бонда | Режисер           | Сценарист(и)                                                                                                 | Касові збори                       | Бюджет                             | Гонорар актора у головний ролі     | Касові збори          | Бюджет                | Гонорар актора у головний ролі |
| Назва                             | Рік    | Актор, котрий грав Джеймса Бонда | Режисер           | Сценарист(и)                                                                                                 | На момент створення (млн.)[14][15] | На момент створення (млн.)[14][15] | На момент створення (млн.)[14][15] | На 2005 р. (млн.)[15] | На 2005 р. (млн.)[15] | На 2005 р. (млн.)[15]          |
| --------------------------------- | ------ | -------------------------------- | ----------------- | --- | ---------------------------------- | ---------------------------------- | ---------------------------------- | --------------------- | --------------------- | ------------------------------ |
| Доктор Ноу                        | 1962   | Шон Коннері                      | Теренс Янг        | Ричард Мэйбаум, Джоанна Харвуд і Беркли Мэйзер                                                               | 59,5                               | 1,1                                | 0,1                                | 448,8                 | 7,0                   | 0,6                            |
| З Росії з любов'ю                 | 1963   | Шон Коннері                      | Теренс Янг        | Річард Мейбаум по сюжету Джоанні Харвуд                                                                      | 78,9                               | 2,0                                | 0,3                                | 543,8                 | 12,6                  | 1,6                            |
| Голдфінгер                        | 1964   | Шон Коннері                      | Гай Гамільтон     | Річард Мейбаум #і Піл Ден                                                                                    | 124,9                              | 3,0                                | 0,5                                | 820,4                 | 18,6                  | 3,2                            |
| Кульова блискавка                 | 1965   | Шон Коннері                      | Теренс Янг        | Річард Мейбаум #і Джон Хопкінс по сюжету Кевіна Макклорі, Джека Уіттінгема #і Яна Флемінга                   | 141,2                              | 6,8                                | 0,8                                | 848,1                 | 41,9                  | 4,7                            |
| Живеш тільки двічі                | 1967   | Шон Коннері                      | Льюіс Гілберт     | Роальд Даль по сюжету Гарольда Джека Блума                                                                   | 101,0                              | 10,3                               | 0,8 + 25 %                         | 514,2                 | 59,9                  | 4,4                            |
| На секретній службі Її Величності | 1969   | Джордж Лезенбі                   | Пітер Р. Хант     | Річард Мейбаум                                                                                               | 64,6                               | 7,0                                | 0,1                                | 291,5                 | 37,3                  | 0,6                            |
| Діаманти назавжди                 | 1971   | Шон Коннері                      | Гай Гамільтон     | Річард Мейбаум #і Том Манкевич                                                                               | 116,0                              | 7,2                                | 1,2 + 12,5 % (14,5)                | 442,5                 | 34,7                  | 5,8                            |
| Живи і дай померти                | 1973   | Роджер Мур                       | Гай Гамільтон     | Том Манкевич                                                                                                 | 126,4                              | 7,0                                | ні                                 | 460,3                 | 30,8                  | ні                             |
| Людина із золотим пістолетом      | 1974   | Роджер Мур                       | Гай Гамільтон     | Річард Мейбаум #і Том Манкевич                                                                               | 98,5                               | 7,0                                | ні                                 | 334,0                 | 27,7                  | ні                             |
| Шпигун, котрий мене любив         | 1977   | Роджер Мур                       | Льюіс Гілберт     | Річард Мейбаум і Крістофер Вуд                                                                               | 185,4                              | 14,0                               | ні                                 | 533,0                 | 45,1                  | ні                             |
| Місячний гонщик                   | 1979   | Роджер Мур                       | Льюіс Гілберт     | Крістофер Вуд                                                                                                | 210,3                              | 34,0                               | ні                                 | 535,0                 | 91,5                  | ні                             |
| Тільки для твоїх очей             | 1981   | Роджер Мур                       | Джон Глен         | Річард Мейбаум і Майкл Уілсон                                                                                | 194,9                              | 28,0                               | ні                                 | 449,4                 | 60,2                  | ні                             |
| Восьминіжка                       | 1983   | Роджер Мур                       | Джон Глен         | Річард Мейбаум, Майкл Уілсон і Джордж Макдональд Фрейзер                                                     | 183,7                              | 27,5                               | 4,0                                | 373,8                 | 53,9                  | 7,8                            |
| Вид на убивство                   | 1985   | Роджер Мур                       | Джон Глен         | Річард Мейбаум і Майкл Уілсон                                                                                | 152,4                              | 30,0                               | 5,0                                | 275,2                 | 54,5                  | 9,1                            |
| Іскри з очей                      | 1987   | Тімоті Далтон                    | Джон Глен         | Річард Мейбаум і Майкл Уілсон                                                                                | 191,2                              | 40,0                               | 3,0                                | 313,5                 | 68,8                  | 5,2                            |
| Ліцензія на убивство              | 1989   | Тімоті Далтон                    | Джон Глен         | Річард Мейбаум і Майкл Уілсон                                                                                | 156,2                              | 36,0                               | 5,0                                | 250,9                 | 56,7                  | 7,9                            |
| Золоте око                        | 1995   | Пірс Броснан                     | Мартін Кемпбелл   | Брюс Ферштайн, Джеффрі Кейн, Майкл Франс #і Кевін Уейд по сюжету Майкла Франса                               | 351,9                              | 60,0                               | 4,0                                | 518,5                 | 76,9                  | 5,1                            |
| Завтра не помре ніколи            | 1997   | Пірс Броснан                     | Роджер Споттісвуд | Брюс Ферштайн                                                                                                | 338,9                              | 110,0                              | 8,2                                | 463,2                 | 133,9                 | 10,0                           |
| І цілого світу замало             | 1999   | Пірс Броснан                     | Майкл ептед       | Брюс Ферштайн, Нил Пёрвис #і Роберт Уэйд по сюжету Нила Первиса #і Роберта Уэйда                             | 361,8                              | 135,0                              | 12,4                               | 439,5                 | 158,3                 | 13,5                           |
| Помри, але не зараз               | 2002   | Пірс Броснан                     | Лі Тамагорі       | Нил Пёрвис і Роберт Уэйд                                                                                     | 431,9                              | 142,0                              | 16,5                               | 465,4                 | 154,2                 | 17,9                           |
| Казино «Рояль»                    | 2006   | Деніел Крейґ                     | Мартін Кемпбелл   | Нил Пёрвис, Роберт Уэйд #і Пол Хаггис                                                                        | 594,2                              | 150,0                              | 3,4                                | 581,5                 | 145,3                 | 3,3                            |
| Квант милосердя                   | 2008   | Деніел Крейґ                     | Марк Форстер      | Ніл Первис, Роберт Вейд, Пол Гаґґіс                                                                          | 576,0                              | 200,0                              | 8,9                                | 514,2                 | 181,4                 | 8,1                            |
| 007: Координати «Скайфолл»        | 2012   | Деніел Крейґ                     | Сем Мендес        | Нил Пёрвис, Роберт Уэйд #і Джон Логан                                                                        | 1108,6                             | 150,0—200,0                        | 17,0                               |                       |                       |                                |
| 007: Спектр                       | 2015   | Деніел Крейґ                     | Сем Мендес        | Нил Пёрвис, Роберт Уэйд, Джон Логан #і Джез Баттеруорт по сюжету Нила Пёрвиса, Роберта Уэйда #і Джона Логана | 877,5                              | 245,0                              |                                    |                       |                       |                                |
| 007: Не час помирати              | 2021   | Деніел Крейґ                     | Кері Фукунага     | Джон Логан, Ніл Первіс, Роберт Вейд, Фібі Воллер-Брідж                                                       | 759                                | 250                                | 25                                 |                       |                       |                                |
| Всього                            | Всього | Всього                           | Всього            | | 5,8754 млрд                        | 1,0578 млрд                        |                                    | 10,4166 млрд          | 1,5509 млрд           |                                |

### Відгуки критиків і нагороди
Фільми про Бонда номінувалися на численні нагороди. Серед отриманих премій: BAFTA, «Золотий глобус» і «Оскар». У 1982 році Альберт Брокколі удостоївся нагороди імені Ірвінга Тальберга.
| Фільм                             | Рік  | Актор          | Rotten Tomatoes     | Metacritic       | BFCA                | Нагороди |
| --------------------------------- | ---- | -------------- | ------------------- | ---------------- | ------------------- | --- |
| Доктор Ноу                        | 1962 | Шон Конері     | 98 % (47 рецензій)  |                  |                     | Переможець: Премія «Золотої глобус» — найобіцяюча нова актриса на 21-й церемонії вручення |
| З Росії з любов'ю                 | 1963 | Шон Конері     | 96 % (48 рецензій)  |                  |                     | Переможець: Премія BAFTA за найкращу операторську роботу (кольоровий фільм) на 17-й церемонії вручення Номінація: Премія «Золотий глобус» за найкращу пісню на 22-й церемонії вручення |
| Голдфінгер                        | 1964 | Шон Конері     | 96 % (52 рецензії)  |                  |                     | Переможець: Премія «Оскар» за найкращий звуковий монтаж на 37-й церемонії вручення Номінація: Премія BAFTA за найкращу роботу художника-постановника на 18-й церемонії вручення |
| Кульова блискавка                 | 1965 | Шон Конері     | 85 % (39 рецензій)  |                  |                     | Переможець: Премія «Оскар» за найкращі візуальні ефекти на 38-й церемонії вручення Номінація: Премія BAFTA за найкращу роботу художника-постановника на 19-й церемонії вручення |
| Живеш тільки двічі                | 1967 | Шон Конері     | 71 % (38 рецензій)  |                  |                     | Номінація: Премія BAFTA за найкращу роботу художника-постановника на 21-й церемонії вручення |
| На секретній службі Її Величності | 1969 | Джордж Лезенбі | 81 % (43 рецензій)  |                  |                     | Номінація: Премія «Золотий глобус» — самий многообещающий новак серед акторів на 27-й церемонії вручення |
| Діаманти назавжди                 | 1971 | Шон Коннери    | 65 % (40 рецензий)  |                  |                     | Номінація: Премія «Оскар» за найкращий звуковий монтаж на 44-й церемонії вручення |
| Живи і дай померти                | 1973 | Роджер Мур     | 65 % (40 рецензий)  |                  |                     | Номінація: Премія «Оскар» за найкращу пісню до фільму на 46-й церемонії вручення |
| Людина з золотим пістолетом       | 1974 | Роджер Мур     | 46 % (37 рецензий)  |                  |                     | |
| Шпигун, котрий мене любив         | 1977 | Роджер Мур     | 78 % (41 рецензия)  |                  |                     | Номінація: Премія «Оскар» за лучшую музиці к фільму, Премія «Оскар» за найкращу пісню до фільму #і за найкращу роботу художника-постановника на 50-й церемонії Номінацію: Премія BAFTA за найкращу роботу художника-постановника на 31-й церемонії врученияНоминация: Премія Энтони Аксвита на 31-й церемонії вручення BAFTAНомінація: Премія «Золотої глобус» за лучшую пісню на 35-й церемонії врученияНоминация: Премія «Золотої глобус» за кращу музику до фільму на 35-й церемонії вручення |
| Місячний гонщик                   | 1979 | Роджер Мур     | 62 % (39 рецензий)  |                  |                     | Номінація: Премія «Оскар» за кращі візуальні ефекти на 52-й церемонії вручення |
| Тільки для твоїхочей              | 1981 | Роджер Мур     | 73 % (40 рецензий)  |                  |                     | Номінація: Премія «Оскар» за найкращу пісню к фільму на 54-й церемонії врученияНоминация: Премія «Золотої глобус» за лучшую пісню на 39-й церемонії вручення |
| Осьминожка                        | 1983 | Роджер Мур     | 43 % (35 рецензий)  |                  |                     | |
| Вид на убивство                   | 1985 | Роджер Мур     | 36 % (44 рецензии)  |                  |                     | Номінація: Премія «Золотої глобус» за кращу пісню на 43-й церемонії вручення |
| Іскри з очей                      | 1987 | Тимоти Далтон  | 75 % (36 рецензий)  |                  |                     | |
| Ліцензія на вбивство              | 1989 | Тимоти Далтон  | 74 % (38 рецензий)  |                  |                     | |
| Золоту око                        | 1995 | Пирс Броснан   | 82 % (49 рецензий)  | 65 (18 рецензий) |                     | Номінація: Премія BAFTA за кращий звук на 49-й церемонії врученияНоминация: Премія BAFTA за лучшие визуальные ефекти на 49-й церемонії вручення |
| Завтра не помре ніколи            | 1997 | Пирс Броснан   | 57 % (63 рецензии)  | 56 (21 рецензия) |                     | Номінація: Премія «Золотої глобус» за кращу пісню на 55-й церемонії вручення |
| І цілого світу мало               | 1999 | Пирс Броснан   | 51 % (120 рецензий) | 59 (33 рецензий) |                     | |
| Помри, але не зараз               | 2002 | Пирс Броснан   | 57 % (198 рецензий) | 56 (37 рецензий) | 74                  | Номінація: Премія «Золотої глобус» за кращу пісню на 60-й церемонії вручення |
| Казино «Рояль»                    | 2006 | Дэниел Крэйг   | 95 % (220 рецензий) | 81 (38 рецензий) | 88 (Вибір редакції) | Номінація: Премія BAFTA за кращий фільм на 60-й церемонії вручення. Номинація: Премія BAFTA за кращу чоловічу роль на 60-й церемонії вручення. Номинація: Премія BAFTA за кращі візуальні ефекти на 60-й церемонії вручення. Номинація: Премія BAFTA за кращий адаптований сценарій на 60-й церемонії вручення. Номинація: Премія BAFTA за кращу роботу художника-постановника на 60-й церемонії вручення. Номинація: Премія BAFTA за лучший звук на 60-й церемонії врученияНоминация: Премія BAFTA за лучший монтаж на 60-й церемонії врученияНоминация: Премія BAFTA за лучшую операторскую роботу на 60-й церемонії врученияНоминация: Премія BAFTA за кращу музику к фільму на 60-й церемонії вручення           |
| Квант милосердя                   | 2008 | Дэниел Крэйг   | 64 % (244 рецензии) | 58 (38 рецензий) | 81 (Вибір редакції) | Номінація: Премія BAFTA за лучший звук на 62-й церемонії врученияНоминация: Премія BAFTA за лучшие визуальные ефекти на 62-й церемонії вручення |
| 007: Координати «Скайфол»         | 2012 | Дэниел Крэйг   | 92 % (294 рецензии) | 81 (43 рецензии) | 92 (Вибір редакції) | Переможець: Премія «Оскар» за кращий звуковой монтаж на 85-й церемонії врученияПобедитель: Премія «Оскар» за кращу пісню до фільму на 85-й церемонії врученияПобедитель: «Лучшая операторская робота» по версії Асоціації кінокритиків Лос-АнджелесаПобедитель: Премія «Золотої глобус» за лучшую пісню на 70-й церемонії врученияПобедитель: Премія BAFTA за кращій фільм на 66-й церемонії врученияПобедитель: Премія BAFTA за лучшую музиці к фільму на 66-й церемонії врученияНоминация: Премія «Оскар» за лучший звук на 85-й церемонії врученияНоминация: Премія «Оскар» за кращу операторську роботу на 85-й церемонії врученияНоминация: Премія «Оскар» за лучшую музиці к фільму на 85-й церемонії вручення |
| 007: «Спектр»                     | 2015 | Дэниел Крэйг   |                     |                  |                     | |
| Бонд 25                           | 2019 | Дэниел Крэйг   |                     |                  |                     | |

## Фільми, створені без участі EON

### Казино Рояль (1967)
Бонд повертається на службу і стає главою MI6 після смерті M. Він наймає Евеліна Тремблі, щоб перемогти агента СМЕРШ Ле Шифра. Присвоївши собі гроші СМЕРШ, Ле Шифр перебуває в розпачі, тому що не зміг приховати викрадення. Тремблі обігрує Ле Шифра, але потім потрапляє в полон і вмирає. Джеймс Бонд дізнається, що під казино розташований гігантський підземний комплекс доктора Ноу; Маніпенні дізнається, що доктор Ноу є племінником Джеймса Бонда під назвою Джиммі Бонд. Джиммі планує використовувати біологічну зброю, щоб зробити всіх жінок красивими і вбити всіх високих чоловіків. У казино проникають таємні агенти, будівля вибухає, все що знаходяться всередині гинуть.

### Ніколи не кажи «ніколи» (1983)
Бонд розслідує викрадення двох крилатих ракет з ядерними боєголовками, які були викрадені організацією СПЕКТР. Він знайомиться з Доміно Петачі і її коханцем Максиміліаном Ларго, агентом СПЕКТР. Слідуючи за ними до Франції, Бонд інформує Доміно про смерть її брата, а пізніше дізнається, що один з агентом MI6 убитий Фатимой Блаш, яка також є агентом СПЕКТР: Бонд вбиває її. Бонд і Фелікс Лайтер намагаються проникнути на борт яхти Ларго, щоб виявити місцезнаходження викрадених боєголовок. Бонд потрапляє в пастку, але йому згодом вдається втекти. Він нападає на Ларго, поки той займається розміщенням бомби.

### Касові збори і сприйняття критикою
| Назва                    | рік   | Актор, який зіграв Бонда | режисер                                                                               | Сценарист (и)                                                                                        | Касові збори               | бюджет                     | Касові збори       | бюджет             | Рейтинг Rotten Tomatoes |
| Назва                    | рік   | Актор, який зіграв Бонда | режисер                                                                               | Сценарист (и)                                                                                        | На момент створення (млн.) | На момент створення (млн.) | На 2005 рік (млн.) | На 2005 рік (млн.) | Рейтинг Rotten Tomatoes |
| ------------------------ | ----- | ------------------------ | ------------------------------------------------------------------------------------- | --- | -------------------------- | -------------------------- | ------------------ | ------------------ | ----------------------- |
| Казино «Рояль»           | 1 967 | Дэвид Нивен              | Кен Хьюгс, Джон Х'юстон, Джозеф Макгрет </br> Роберт Періш, Вів Гуест, Річард Телмедж | Вольф Манковіч, Джон Лоу і Майкл Сейерс                                                              | 44,4                       | 12                         | 260                | 70                 | 27 %                    |
| Ніколи не говори ніколи" | 1 983 | Шон Коннери              | Ирвин Кершнер                                                                         | Лоренцо Семпл, Дік Клемент і Ян Ла Френе за сюжетом Кевіна Макклорі, Джека Уіттінгема і Яна Флемінга | 160                        | 36                         | 314                | 71                 | 59 %                    |

## Права на створення та розповсюдження
У 2022 році компанія Amazon придбала студію MGM за $8,5 млрд, отримавши в розпорядження каталог із понад 4000 фільмів і 17 000 телешоу, а також медіафраншизу  з правом на дистрибуцію усіх фільмів про Джеймса Бонда. Продюсери Майкл Вілсон і Барбара Броколі, які багато років відповідали за серію,  залишились співвласниками франшизи. У лютому 2025 року Amazon MGM Studios, Вілсон та Брокколі створили спільне підприємство для управління правами інтелектуальної власності на франшизу. Усі три сторони є співвласниками, однак Amazon MGM Studios отримує творче керівництво. Вілсон, який присвятив франшизі 60 довгих років, заявив, що тепер зосередитися на мистецтві та благодійних проєктах, як власне і його колега Броколі,,.  

## література
- Balio, Tino (1987). United Artists: The Company That Changed the Film Industry. Madison: University of Wisconsin Press. ISBN 978-0-299-11440-4.
- Block, Alex Ben; Autrey Wilson, Lucy (2010), George Lucas's Blockbusting: A Decade-by-Decade Survey of Timeless Movies Including Untold Secrets of Their Financial and Cultural Success, London: HarperCollins, ISBN 978-0-06-177889-6 of Their Financial and Cultural Success Block, Alex Ben; Autrey Wilson, Lucy (2010), George Lucas's Blockbusting: A Decade-by-Decade Survey of Timeless Movies Including Untold Secrets of Their Financial and Cultural Success, London: HarperCollins, ISBN 978-0-06-177889-6
- Chapman, James (2009). Licence To Thrill: A Cultural History of the James Bond Films. London: I.B. Tauris. ISBN 978-1-84511-515-9.
- Cork, John; Scivally, Bruce (2002), James Bond: The Legacy, London: Boxtree, ISBN 978-0-7522-6498-1.